# بورئاس (نقاشی)
بورئاس (به انگلیسی: Boreas)، نام یک نقاشی رنگ روغن از نقاش انگلیسی، جان ویلیام واترهاوس است که در سال ۱۹۰۳ میلادی کشیده شده‌است. این نقاشی بیانگر دوران هنری پیشارافائلی است که آثار هنری هنوز به خاطر جنگ جهانی اول تیره و تار نشده بودند.

## موضوع
عنوان این نقاشی از روی بورئاس، خدای باد شمال در اساطیر یونان گرفته شده‌است. آتنی‌ها به بورئاس احترام می‌گذاشتند زیرا او را خدایی می‌دانستند که باعث غرق ناوگان دریایی خشایارشاه در هنگام حمله به آتن شد. به خاطر ویژگی‌های سبک پیشارافائلی، واترهاوس این باد را در هیبت زنی زیبا و جوان رسم کرده که نحوهٔ قرارگیری بازوها و لباس‌های تیره‌رنگش بیانگر سردی باد شمال است. آکادمی سلطنتی هنر در سال ۱۹۰۴ دربارهٔ این نقاشی چنین نوشته:
دختری با لباسی از پارچه‌های خاکستری و آبی از منظره‌ای بهاری می‌گذرد که با شکوفه‌های صورتی و نرگس زرد بر آن تاکید شده و باد بر آن می‌وزد.

## سرگذشت
این نقاشی در میانه‌های سدهٔ ۱۹۹۰ پس از اینکه برای ۹۰ سال مفقود شده بود به فروش گذاشته شد. این نقاشی توانست با قیمت فروش ۸۴۵،۵۰۰£ (برابر با ۱،۲۹۳،۹۶۲ دلار آمریکا) به رکورد فروش نقاشی واترهاوس در آن زمان دست یابد.